# Apetahia seigelii
Apetahia seigelii là loài thực vật có hoa trong họ Hoa chuông. Loài này được Florence mô tả khoa học đầu tiên năm 1997.